# ソニー・ピクチャーズ クラシックス
ソニー・ピクチャーズ クラシックス（Sony Pictures Classics）は、ソニー・ピクチャーズ（ソニーグループ）の子会社である。アート系のインディペンデント映画を配給している。

## 制作作品
- スルース
- レイチェルの結婚
- カポーティ
- インサイド・ジョブ 世界不況の知られざる真実
- グリーン・デスティニー
- 月に囚われた男

## 配給作品
- 脳内ニューヨーク
- シャネル&ストラヴィンスキー
- ラン・ローラ・ラン
- 菊次郎の夏
- オール・アバウト・マイ・マザー
- 戦場でワルツを
- ずっとあなたを愛してる
- ルドandクルシ
- フローズン・リバー
- 12人の怒れる男
- ホルテンさんのはじめての冒険
- カンフーハッスル
- アンジェラ
- メルキアデス・エストラーダの3度の埋葬
- スケッチ・オブ・フランク・ゲーリー
- 永遠の僕たち
- おとなのけんか
- レッドタートル ある島の物語
- ブリグズビー・ベア
- リヴァプール、最後の恋
- デヴィッド・クロスビー:リメンバーマイネーム